# Gadsden (Carolina del Sur)
Gadsden es un lugar designado por el censo ubicado en el Condado de Richland en el estado estadounidense de Carolina del Sur. La ciudad en el año 2010 tiene una población de 1.632 habitantes. 

## Geografía
Gadsden se encuentra ubicado en las coordenadas 33°50′44.47″N 80°45′40.76″O / 33.8456861, -80.7613222. 